# 李幫助
李幫助（1909年9月28日—1997年7月24日），臺灣臺北市士林區社子人，女權運動者，台灣基督長老教會牧師，也是全臺第一位女牧師與道生神學院創辦人。

## 生平

### 基督徒家庭
1909年中秋節，李幫助出生於社子島崙仔頂。出身漁家，父李甘堂，母林蜂，祖先為來自福建省泉州府同安縣十二都仁德里兌山鄉（兌山李氏）。家中有四子、十八女，她排行第十六，姊妹有四對是雙胞胎，兄長李水車日後為傳道師。母親因為丈夫出海頻繁，單獨負責子女照顧與教育，在懷李幫助期間，因破傷風入住滬尾偕醫館，得加拿大宣教師宋雅各診治與勸信，因而家庭皈依基督新教。
1920年父親為李幫助定婚約。她於1924年入私立淡水女學院就讀，後自烈以利所主持之看護婦班結業，擔任護士。在學期間，母親表示次子因經商失敗，家中無錢資助，要她輟學，以讓剛考取師範學校的弟弟就讀，害她差點輟學。1929年8月15日在馬偕醫院宿舍，她決心修道。
十五歲時，鄰村三角埔的歌仔戲班三樂軒演戲『李世民遊地府』。乃欲與弟一同前往要求母親准許去觀戲，母不准，但弟弟耐不住，獨自前往觀戲。卻遺失了李幫助的手縫繡包，經陳泗治先生的父親及日本警察的協助尋回，但卻少了一只戒指，便向神禱告。嗣後新店溪氾濫，於江邊玩耍、撿拾大水氾濫後留下的木屑貝殼時尋獲，自此以後，更加倚靠主，凡事不離祈禱。

### 成為傳道師
婚約解除後，李幫助至上海就讀中華女子神學院（今中華神學院）。1936年畢業後，她在泉州陳埭教會作傳道師，七七事變爆發時被以為是日本間諜而入獄，由泉州惠世醫院院長羅勵仁宣教師及閩廈要塞司令的協助出獄，後經香港轉往新加坡、馬來西亞等地傳道。1942年回台，她受託管理淡水宣教師宿舍，將其改為收容孤寡、幫助弱勢者的「安樂家」。後來日本政府以其親美、加兩國通敵為由，下監服刑。1945年，她以長老身分接任高雄前金的前金佈道所的開拓工作。
1946年1月3日，李幫助、楊金寶（楊金虎之妹）、及彭陳金英（彭明敏之母）等人在高雄籌組臺灣省婦女會，為高雄婦權運動的領袖人物。同年5月16日，臺灣省婦女會在中山堂舉行成立大會，次日召開第一次理監事會議，李幫助與李緞、許世賢、李綉鶯此四人為常務理事，謝雪紅、鄭玉麗、姚敏瑄、楊金寶、侯青蓮、邱阿慎等人二十人為理事。同年9月1日，發行者為謝娥的《臺灣婦女月刊》創刊，李幫助是編輯者之一。李幫助還以省婦女會常務理事身分，和楊金寶負責推動高雄創辦救濟院的院務。
1947年，李幫助北上赴婦女會的會議，正逢二二八事件爆發，立返高雄組織紅十字救護隊，全力投入搶救傷者、埋葬死者。她在醫生林啟三協助下，將許宗哲、江雲華、楊榮洲三位受難者的屍體，安置在前金教會，後來連同受難者李崑模，舉行告別禮拜，再安葬於基督教墓園。

### 按立為牧師
1949年3月29日，由臺灣基督長老教會前金教會代議長老林啟三代表教會獻聘，在臺灣基督長老教會高雄中會牧師和長老共32人見證下，按立李幫助為前金教會牧師，是台灣第一位女性牧師。

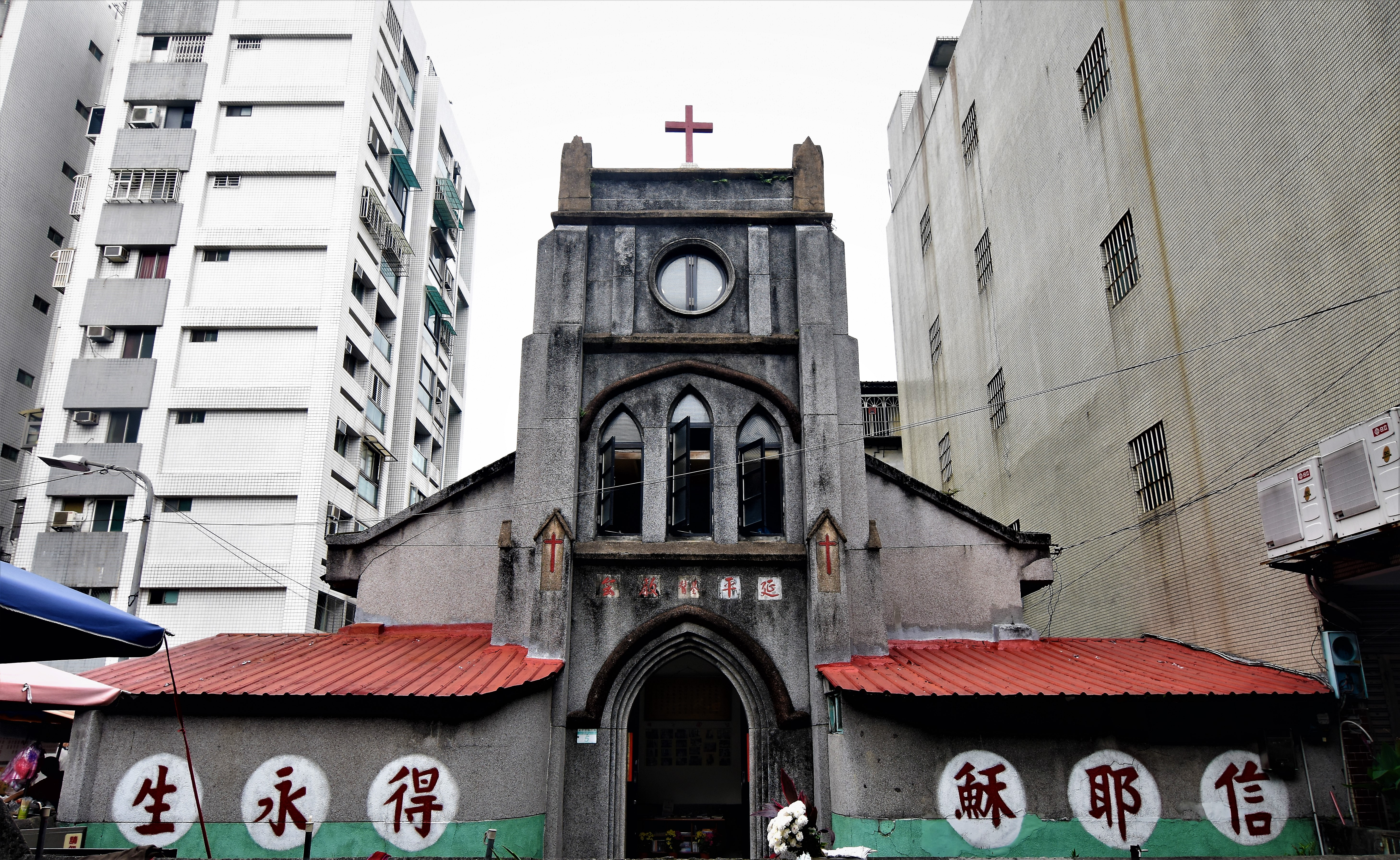
延平基督教會

1953年，李幫助在臺灣基督長老教會前金教會成立神學院「道生聖經書院」，後於1956年遷址台北並更名「道生神學院」，曾遷至士林芝山岩，最終落腳於北投錫安巷。她還曾任職高雄頂金教會的第二任牧師，參與籌設台北延平教會。
在延平教會時，1957年除夕，信徒張清水為救一名被出身新竹縣竹東的溫姓養父性侵的楊姓養女，一起到延平北路二段二四七巷五號延平基督教會求救，由李幫助收容了此養女。1958年1月5日，溫姓養父潛進延平教會，想殺死作禱告的張清水與養女，被正在禱告的教友發現，將柴刀奪下，送警法辦。
1963至1965年間，李幫助受聘為基督教新生教團的台北新生教會首任牧師。1974年，她開拓道生系統第一間教會「福音教會」，其後共開拓七間教會。她協助的長老教會包括高雄鼎金教會、台南看西街教會、與台北三角埔教會等。其中，鼎金教會是1955到1965年倍加運動時期所分社的教會；三角埔教會則是於1976至1978年間因建堂之資金短缺，適逢她前往講道，故而捐助三百於萬元，使建堂得以順利完成。
每年中秋節李幫助生日時，家族總要到北投為她慶生，有幾年長榮中學合唱團也都從台南北上來為她獻唱。1989年，她因中風此後臥病八年，於1997年7月24日晚於臺北榮民總醫院去世，葬於一手創立之道生院之中，墓園由其甥孫李仁豪牧師設計。
李幫助過世後，其籌設安養中心的遺願繼續進行，並於2011年2月26日以「台北市私立道生院老人長期照顧中心」為名開始營運。